# Benwee Head
Benwee Head (Bhinn Bhuí in gaelico irlandese, che significa "la scogliera Gialla") è un capo situato sulla costa settentrionale della contea di Mayo, Irlanda. Il capo consiste in un'imponente scogliera a picco sull'Atlantico. Il punto più alto si trova ad una altitudine di 250 m s.l.m. (a titolo comparativo le Scogliere di Moher raggiungono una quota di 217 m s.l.m.).
Benwee Head è anche il punto più settentrionale della contea di Mayo. Dalla sua vetta si possono ammirare le Stags of Broad Haven, un gruppo di cinque isolette rocciose a 3 km dal capo..

## Accesso e itinerari
Carrowteige è il villaggio da cui partono i sentieri diretti a Benwee Head. Carrowteige è situato al termine della strada locale L1023, la quale a sua volta si stacca dalla regionale R314 che collega Ballycastle a Belmullet.
Il sentiero più battuto, denominato Benwee Loop Walk, consiste in un anello di 12,4 km che parte in prossimità dell'ufficio postale. Indicato con cartelli con sfondo nero e frecce viola, l'anello permette di ammirare anche Portacloy e la scultura dedicata ai figli di Lir. 